# Шёнбах (Айфель)
Шёнбах (нем. Schönbach) — община в Германии, в земле Рейнланд-Пфальц.
Входит в состав района Вульканайфель. Подчиняется управлению Даун. Население составляет 279 человек (на 31 декабря 2010 года). Занимает площадь 4,67 км².